# Eleanor Cobham
Eleanor Cobham (ur. ok. 1400 w Sterborough Castle, Kent, zm. 7 czerwca 1452 w Beunaris Castle, Anglesey) – kochanka i druga żona Humphreya, księcia Gloucester. Wytoczony jej proces o czary, nekromancję i wywoływanie duchów w celu poznania przyszłości króla i kilkorga parów królestwa w 1441 roku był drugim najsłynniejszym cause célèbre tamtych czasów po procesie Joanny d’Arc.

## Życiorys

### Pochodzenie i związek z księciem Gloucester
Eleanor była córką Reginalda Cobham, trzeciego barona Sterborough i lorda Cobham, oraz jego pierwszej żony, Eleanor Culpeper (zm. 1422), córki sir Tomasza Culpepera z Rayal.
Około 1422 Eleanor została jedną z dam dworu Jakobiny Bawarskiej, hrabiny Hainaut, Holandii i Zelandii, która po rozwodzie z Janem VI, księciem Brabancji, przybyła do Anglii w 1421 roku. W 1423 roku Jakobina wyszła za mąż za Humphreya, księcia Lancaster i najmłodszego syna króla Henryka IV, który po śmierci swojego najstarszego brata, króla Henryka V został na mocy jego testamentu mianowany Lordem Protektorem (tytuł ów odpowiadał wówczas rzadko używanemu w stosunku do męskich krewnych niezdolnego do sprawowania władzy/bądź też zbyt młodego króla – tytuł regentki i władza z nim związana przysługiwały niekiedy matce króla, ale jako, że Katarzyna de Valois nie cieszyła się ani sympatią, ani szacunkiem Anglików, to właśnie Humphreyowi przewidujący możliwe kłopoty Henryk VI powierzył tę godność) niespełna dziewięciomiesięcznego Henryka VI i przewodniczącym Rad Parów i Królestwa.

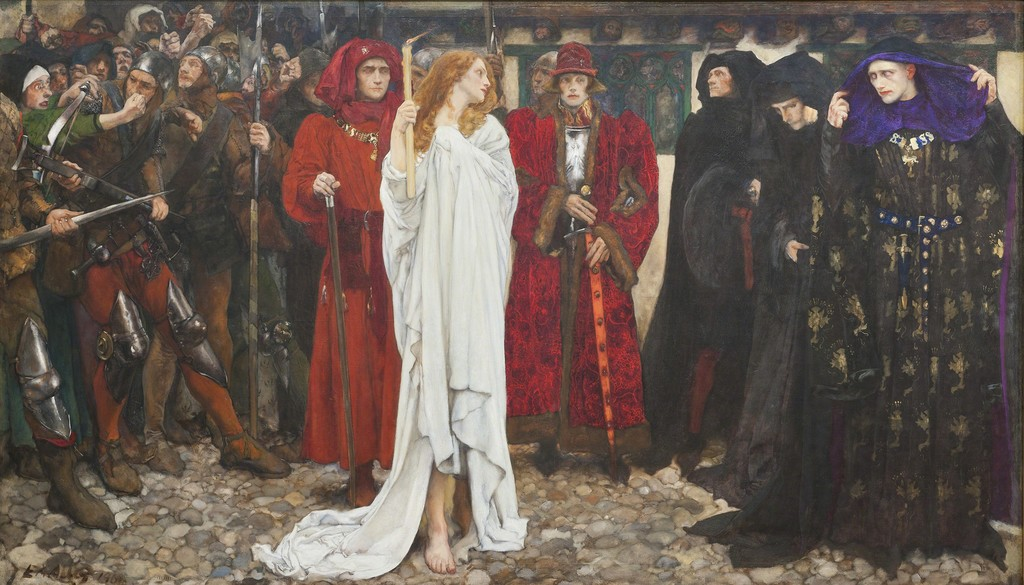
Pokuta Eleanor

Gloucester wyruszył do Francji w celu zabezpieczenia i udowodnienia swoich praw do władania majątkiem żony. Wkrótce po powrocie do Anglii w 1425 roku, Eleanor została jego kochanką. W styczniu 1428 roku, książę anulował za zgodą papieża swoje dotychczasowe małżeństwo z Jakobiną, motywując ten krok zbyt bliskim pokrewieństwem jakie miało ich łączyć, i poślubił Eleanor. Według współczesnych im kronik „Eleanor była pełna wdzięku, inteligentna i ambitna, a książę Humphrey znakomicie wykształcony, obyty, rozmiłowany w przyjemnościach i sławny”. Przez następne lata skupili wokół siebie grono poetów, muzyków, uczonych, przyjaciół i możnych królestwa na swoim małym, ale ekstrawaganckim dworze, który znajdował się w pałacu La Plesaunce  w Greenwich. W listopadzie 1435 roku, Gloucester w swoim testamencie wyznaczył Eleanor na dziedziczkę swoich ogromnych dóbr, a w kwietniu 1436 roku otrzymała nadania ziemskie i tytuł księżnej w czasie ceremonii Orderu Podwiązki.
W 1435 zmarł roku starszy brat Humphreya, Jan, książę Bedford, czyniąc Gloucestera pierwszym w kolejności dziedzicem tronu. Również należący do księcia Bedford tytuł księcia-regenta został przekazany bratu, tak że łączył on go z tytułem Lorda Protektora, przez co zdominował radę królewską. Eleanor posiadała pewien wpływ na dworze i wydaje się, że zdobyła sympatię młodego króla.

### Proces i uwięzienie

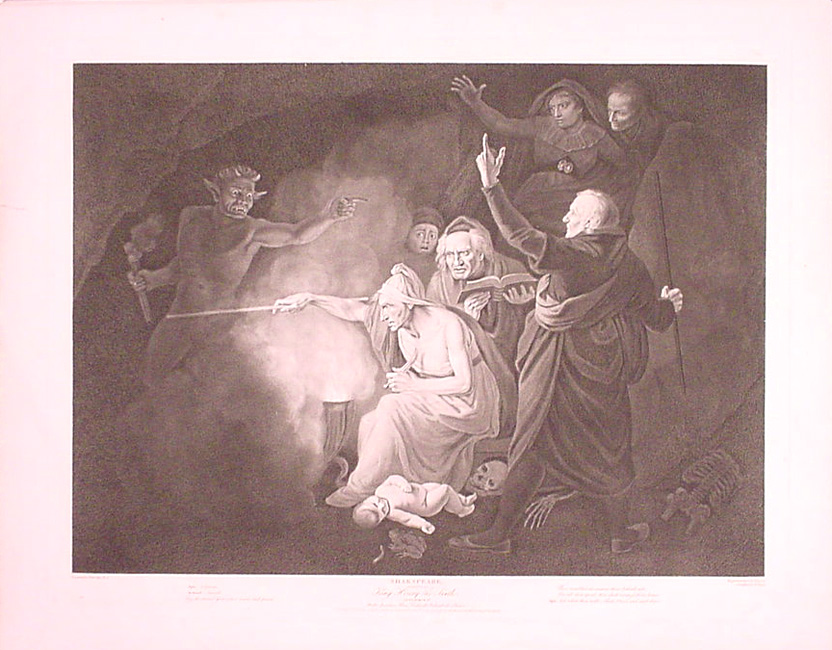
Scena z drugiej części Henryka VI, Williama Shakespeare’a, Wywoływanie duchów

Plany dotyczące pozbawienia księcia Gloucester regencji i przemożnego wpływu na monarchę snuł kardynał Beaufort – syn Jana z Gandawy i jego kochanki Katarzyny Swynford – który sam marzył o przejęciu kontroli nad młodym królem. Plan kardynała polegał na zaatakowaniu księcia za pośrednictwem jego drugiej żony. Księżna Gloucester miała zasięgać rad astrologów by poznać przyszłość swoją i męża. Oskarżenie przeciwko niej wydawało się realne, ponieważ na dworze dobrze wiedziano o ambicjach księżnej, której nie satysfakcjonowała posiadana pozycja – jako że jej mąż był jedynym (poza królem) żyjącym członkiem rodu Lancasterów nie miał jeszcze ani żony ani potencjalnego dziedzica, a więc to w razie jego bezpotomnej śmierci to właśnie książę Humphrey został by królem, a jego żona królową.
W czerwcu 1441 roku księżna pojawiła się w Londynie i została aresztowana pod zarzutem czarów wraz ze wspólnikami Southwellem, Bolingbrokem i Johnem Home (spowiednikiem Eleanor), których osadzono pod zarzutami nekromancji, przepowiadania przyszłości króla i jego krewnych, a także (co nie zostało potwierdzone) praktyk trucicielskich. W trakcie procesu ustalono, że korzystała z usług Margery Jourdemayne, Thomasa Southwella i Rogera Bolingbroke w czasie gdy Henryk VI cierpiał na zagrażającą jego życiu chorobę od lipca do połowy sierpnia 1441 roku.
Eleanor nie przyznała się do większości zarzutów poza jednym – przyznała się do korzystania z usług niejakiej Margery Jourdemayne, która zasłynęła jako „Wiedźma z Eye”. Według zeznań księżnej, Margery miała jej dostarczać napoje, dzięki którym księżna mogłaby zajść w ciążę. Izba sędziowska uznała Eleanor i innych za winnych zarzucanych im czynów – Southwell zginął w czasie tortur w Tower, Bolingbroke został powieszony, wypatroszony i poćwiartowany, a Jourdemayne spalono na stosie. Księżna Glouncester została skazana na publiczną pokutę w Londynie, rozwód z mężem i dożywotnie odosobnienie. W 1442 roku Eleanor została uwięziona w zamku w Chester, skąd przeniesiono ją w rok później do zamku Kenilworth. W czerwcu 1446 roku zesłano ją na wyspę Man, a w marcu 1449 roku do zamku Beaumaris na wyspie Anglesey, gdzie też zmarła 7 czerwca 1452 roku.

## Eleanor Cobham w kulturze
- Postać księżnej Gloucester, historia jej ambicji, związku z księciem i procesu pojawia się w drugiej części Henryka VI, kronice autorstwa Williama Shakespeare’a. W sztuce Szekspira król Henryk VI skazuje Eleanor na dożywotnią banicję na wyspę Man.
- Eleanor Cobhan jest również bohaterką książki Królowa Rzek opowiadającej o Jakobinie Luksemburskiej, autorstwa Philipy Gregory.